# من غزور (سر أسياب يوسفي)
من غزور (بالفارسية: من گزور) هي قرية تقع في إيران في قسم سر أسياب يوسفي الريفي. يقدر عدد سكانها بـ 20 نسمة بحسب إحصاء 2016.